# Cigugur (Cigugur, Kuningan)
Cigugur is een bestuurslaag in het regentschap Kuningan van de provincie West-Java, Indonesië. Cigugur telt 7416 inwoners (volkstelling 2010).